# Paul Dübi
Paul Wilhelm Dübi (* 1. Oktober 1908 in Bern; † 26. Mai 1989) war ein Schweizer Politiker (FDP).

## Leben
Dübi besuchte die Literarabteilung des Städtischen Gymnasiums Bern. Dann studierte er Rechtswissenschaft und Volkswirtschaft an der Universität Bern, und bildete sich zum Fürsprecher aus. Es folgten „Auslandsaufenthalte in Frankreich u[nd] Italien“, bevor er eine „Anwaltspraxis in Bern“ gründete. 1935 trat er in den Bundesdienst. Von 1936 bis 1940 war er „Revisor u[nd] Jurist in der Eidg[enössischen] Finanzkontrolle“. Von 1940 bis 1945 war er juristischer und volkswirtschaftlicher Beamter der Abteilung für Landwirtschaft im Eidgenössischen Volkswirtschaftsdepartement, und 1942 Adjunkt der Abteilung für Landwirtschaft. Von 1946 bis 1951 war er Chef des Amtes für landwirtschaftliche Entschuldung im Eidgenössischen Justiz- und Polizeidepartement. Von 1947 bis März 1952 war er Präsident der freisinnig-demokratischen Partei der Stadt Bern.
Von 1948 bis 1951 war Dübi Mitglied des Berner Stadtrates und einer Schulkommission. Ab 1951 war er Präsident der Stadtmusik der Stadt Bern.
Von 1952 bis 1967 war Dübi Gemeinderat der Stadt Bern; er war Schuldirektor. 1967 erfolgte die Wahl zum "Sonderbeauftragten" im Dienste des Gemeinderates.
Von 1954 bis 1974 war Dübi Grossrat des Kantons Bern (Wahlkreis Bern-Stadt) für die Freisinnig-Demokratische Partei (FDP). 1957 bis 1961 war er Fraktionspräsident der FDP; 1962 bis 1963 war er 2. Vize GR; 1963 bis 1964 war er 1. Vize GR; 1964 wurde er für ein Jahr zum Grossratspräsidenten gewählt. Er war auch Adjunkt der eidgenössischen Justizabteilung.
Paul Dübi war an Literatur interessiert und wirkte bei der Heftreihe Gute Schriften mit.

## Schriften
- Paul Dübi u. a.: Hundert Jahre Länggassleist Bern: 1865-1965. Gedenkschrift. Bern: Länggassleist, 1965.